# Juan de Obregón y Espinosa
Funcionario indiano, nacido en 1600 en Granada, provincia de Nicaragua, y fallecido en Nicaragua. Fue hijo de Juan de Obregón, capitán de caballería de la ciudad de Granada, e Isabel de Espinosa. Casó con Ana de Obando, hija de Bernardino de Obando y Juana Gómez.
Fue alcalde de la ciudad de Granada en dos oportunidades. En 1647 se remató en su favor el cargo de regidor de la ciudad de León, que le fue confirmado por la Real Audiencia de Guatemala el 30 de junio de ese año.
De 1663 a 1664 fue alcalde mayor de Nicoya. El 26 de mayo de 1664 fue nombrado Gobernador interino de Costa Rica, en sustitución de Don Rodrigo Arias Maldonado y Góngora. Tomó posesión en la ciudad de Cartago el 11 de agosto de 1664. Durante su gestión, el Adelantado de Costa Rica Don Juan Fernández de Salinas y el capitán Juan de Vidamartel registraron unos yacimientos mineros en el paraje llamado Las Cóncavas, a una legua de la ciudad de Cartago, y otra en una quebrada en el valle de Aserrí, en el cerro de los Coyotes, pero no resultaron productivas.
Su administración en Costa Rica fue muy breve, ya que el 29 de junio de 1665 entregó el mando a Don Juan López de la Flor y Reinoso, nombrado Gobernador por el rey Don Felipe IV desde el 10 de agosto de 1663. 
Fue designado nuevamente como alcalde mayor de Nicoya, cargo que ejerció desde 1665 a 1672. En 1666, con motivo de la invasión de Eduard Mansvelt, envió algunos modestos socorros a Costa Rica: 30 arqueros indígenas, 2 mulatos y 8 bogadores o remeros, hierro, plomo, arcos y flechas, "porque por no tener otras armas es fuerza valerse de ellas". En 1667 fue comisionado por la Real Audiencia para ir a la ciudad de Nueva Segovia a investigar varias acusaciones contra el alcalde ordinario Francisco de Bustamante.
- Datos: Q6301302